# Károly Hornig
Károly Hornig (Budim, 10. kolovoza 1840. – Veszprém, 9. veljače 1917.) je austro-ugarski kardinal Rimokatoličke crkve. Služio je kao biskup Veszpréma od 1888. do svoje smrti. Za kardinala je zaređen 1912. godine.

## Životopis
Károly Hornig je rođen u Budimu, u plemićkoj obitelji. Sakrament potvrde je primio 1853. godine. Pohađao je sjemenište u Budimu. Subđakon postaje 23. srpnja 1862. godine, a đakon dva dana kasnije, 25. srpnja 1862. Za svećenika je zaređen 14. prosinca 1862. 
Hornig je služio kao osobni tajnik kardinalu Jánosu Simoru tijekom Prvog vatikanskog sabora, a zatim kao rektor u Budimpešti u sjemeništu od 1870. do 1878. godine. Također je bio savjetnik ministarstva bogoštovlja od 1882. do 1888.
Dana 1. srpnja 1888., Hornig je imenovan biskupom od Veszpréma od strane pape Lava XIII. Papa Pio X. ga je zaredio za kardinala, 2. prosinca 1912. Hornig je bio jedan od kardinalnih birača koji su sudjelovali na papinskoj konklavi 1914. godine. Dana 30. prosinca 1916. godine, on je okrunio Karla I. Austrijskog i Zitu od Bourbon-Parme.
Kardinal Hornig umro je u Veszprému, u dobi od 76, a pokopan je u katedrali u istom gradu.

## Poveznice
- Kardinali koje je zaredio Pio X.

## Vanjske poveznice
- Catholic-Hierarchy profil
- Kardinali Rimokatoličke crkve - profil  Arhivirana inačica izvorne stranice od 19. kolovoza 2014. (Wayback Machine)

| Prethodnik:       | Biskup Veszpréma | Nasljednik: |
| Sigismondo Kovács | Biskup Veszpréma | Nándor Rott |